# نهر ميريلاند
نهر ميريلاند (بالإنجليزية: Maryland River)‏ هو مجرى مائي يتبع مستجمعات نهر كلارينس في الهضاب الشمالية بولاية نيوساوث ويلز، أستراليا وبطول 64.7 كم. وتبلغ أعاليه الحدود مع ولاية كوينزلاند
مترجم من Maryland River